# Pop art
Pop art (viết tắt của chữ popular art tức nghệ thuật đại chúng) là trào lưu mỹ thuật xuất phát từ nghệ thuật đại chúng của thời đại công nghiệp. Nó ra đời vào giữa thập niên 1950 và gắn liền với các thị trường lớn, đặc biệt với những hình thức thông tin mới như truyền hình, điện ảnh, quảng cáo, truyện tranh. Từ năm 1960, Pop art từ Mỹ lan sang Châu Âu và biển đổi thành nhóm Tượng hình mới (Nouvelle Figuration), Hiện thực mới (Nouveau Réalisme).

Các nghệ sĩ Pop art nổi tiếng là Andy Warhol, Roy Lichtenstein, Robert Rauschenberg, David Hockney, Jasper Johns, Tom Wesselmann, Alex Katz.....
1. ↑  “Tate Collection image: I was a Rich Man's Plaything”. Bản gốc lưu trữ ngày 12 tháng 2 năm 2009. Truy cập ngày 8 tháng 7 năm 2017.